# Jabuka (operett)
Jabuka, även kallad Das Apfelfest, är en operett i tre akter med musik av Johann Strauss den yngre och libretto av Gustav Davis och Max Kalbeck. Den framfördes första gången den 12 oktober 1894 på Theater an der Wien i Wien.

## Historia
I maj 1893 påbörjade Johann Strauss arbetet med en ny operett. Hans vän Max Kalbeck (1850-1921) hade skrivit librettot tillsammans med Gustav Davis (1856-1951) efter pjäsen Joschko och förhoppningen var att musiken skulle vara färdig före årets slut. På grund av Strauss sjukdomar försenades verket (omdöpt till Jabuka eller Das Apfelfest). Ännu sommaren 1894 komponerade Strauss på sin Jabuka i sin villa Kaltenbach i Bad Ischl. Han skrev till sin sekreterare Priester: 
"Permanent regnväder! Det livliga bruset från den närbelägna bäcken är oändligt sympatiskt, när man får sitta och skriva noter i ett uppvärmt rum! Bara man slipper att arbeta i solsken! I övermorgon kommer Hanslick och Brahms på middag hos oss. Dessa två herrar kommer att bli väl undfägnade. Foreller, kräftor, ankor och gåsstek, bakverk, diverse vinsorter, däribland Goulet! Min herre, Du väntar Dig för mycket av en kompositör, som inkasserat tre fiaskon i rad!"
Handlingen i operetten utspelas i Serbien mot slutet av 1800-talet och rör sig kring den traditionella serbiska "Äppelfesten". 'Jabuka' är det kroatiska order för 'äpple'. Librettisterna hade diktat en historia med slavisk bakgrund, mycket på grund av Strauss eget initiativ. Han hade tagit intryck av den succé som Bedřich Smetanas opera Brudköpet hade rönt i Wien 1892, men även vilken stor del som slavisk musik hade haft under hans tidiga år som kapellmästare och dirigent på 1840-talet. Davis var ansvarig för sångtexterna och Kalbeck skrev handlingen och dialogen. Snart uppstod en konflikt mellan de två. Medan Kalbeck försökte leda Strauss i riktning mot opera, försökte Davis förhindra detta och förbli trogen mot operettens form. Resultatet blev ett verk med ett svagt libretto och musikaliskt sett en hybrid mellan operett och opera.
Premiären ägde rum den 12 oktober 1894. Föreställningen dirigerades av Adolf Müller junior (1839-1901) och var startskottet till en serie av fester som firade valskungens 50 år som kompositör och dirigent. Tidningen Fremden-Blatt skrev dagen därpå om premiären: "Stormar av applåder som ekade i hela salongen, rop på 'encore' som inte ville tystna, hyllningar, blomsterbuketter, lagerkransar, ropen från tusentals röster och - tårar, glädjetårar som glimtade i många vackra wienerdamers ögon, då maestron, vars glädjedag hade anlänt, uppenbarade sig på scen för första gången - detta var hyllningarna som ägde rum igår vid premiären av operetten 'Jabuka'".
Trots den glansfulla föreställningen kunde inte stycket hålla sig kvar på repertoaren någon längre tid. Den framfördes sammanlagt 57 gånger fram till den 19 november 1895. I januari 1896 sattes Jabuka efter smärre ändringar upp i Hamburg.

## Personer
| Roller                 | Stämma      |
| ---------------------- | ----------- |
| Mirko von Gradinaz     | tenor       |
| Vasil von Gradinaz     | tenor       |
| Mischa, en rik bonde   | bas         |
| Jelka, hans dotter     | sopran      |
| Petrija, hennes faster | mezzosopran |
| Bambora                | baryton     |
| Annita, hans dotter    | sopran      |
| Joschko                | tenor       |
| Franjo                 | baryton     |
| Värdshusvärden Staklo  | bas         |
| Sava                   | baryton     |

## Handling
De bägge adliga men skuldsatta bröderna Mirko och Vasil kommer till Ravica med två syften: dels att försöka sälja familjens slott i Gradinac, dels för att under äppelfesten i Ravica försöka hitta unga, rika kvinnor att gifta sig med. I samband med äppelskörden är det serbisk sed att de giftasvuxna flickorna biter i ett äpple och sedan överräcker det till en utvald beundrare. Om denne också biter i äpplet betraktas de tu som fästefolk. På väg till Ravica är också en välbärgad stärkelsefabrikant vid namn Bambora. Förhoppningsvis är att denne skall köpa slottet. Värdshusvärden Staklo rekommenderar Mirko att uppvakta dottern till den rike bonden Mischa. Den vagn som Mischa och dottern Jelka färdas i får axelbrott på vägen till Ravica, vilket ger Mirko tillfälle att både erbjuda skjuts och att stjäla en kyss. Då uppenbarar sig oturligt nog fogden Joschko, som kommit för att inkassera Mirko och Vasils obetalda skulder. Joschko tager Mirkovs vagn i utmätning, men Mirko lyckas övertala fogden att följa med till Gradinac, dit Jelka ovetande blir förd. Under tiden har brodern Vasil träffat stärkelsefabrikantens vackra dotter Annita. De har ätit äpple tillsammans i god sämja, medan Jelka ilsket kastar sitt äpple på marken framför Mirko. Hon är också rasande för att ha blivit förd till Gradinac i stället för till Ravica, och när Bambora av fogden Joschko får kännedom om Vasils ekonomiska situation, vill han inte längre veta av sig tilltänkte svärson. Men stämningen på äppelfesten blir allt högre och innan dryckerna och festen tagit slut har de unga paren försonats och de bägge fäderna accepterat giftermålsplanerna.

## Musiken
- Förspel

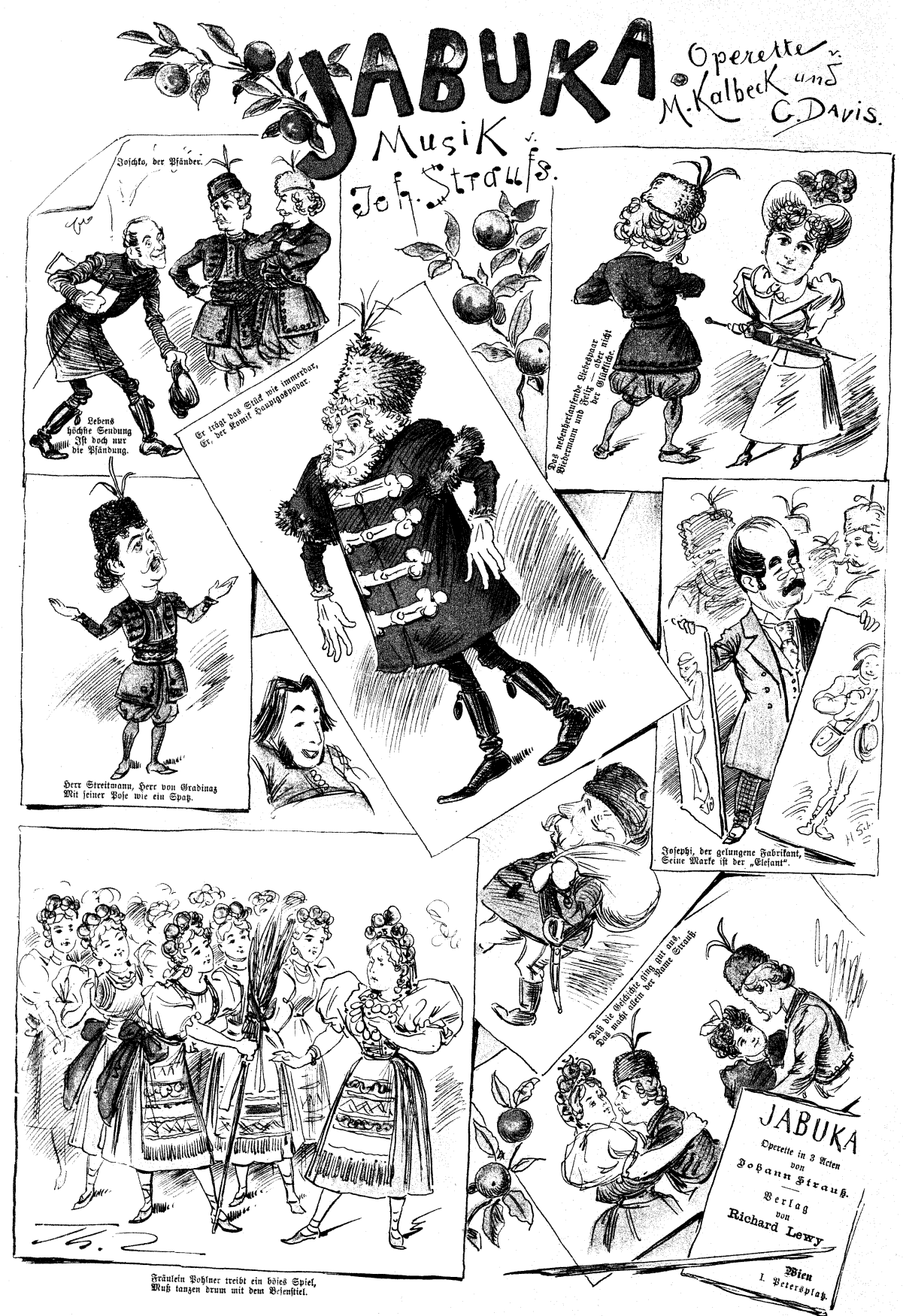
Teckning i tidningen Der Floh 1894.

- Nr. 1 Inledning: Jabuka wird gefeiert heut (Staklo, kör)
- Nr. 2 Terzett med kör: Ihr Burschen und Diener, hallo macht Platz! (Mirko, Vasil, Staklo, kör)
- Nr. 3 Entré-Couplet: Im ganzen Land bin ich bekannt (Joschko)
- Nr. 4 Sextett: Zivio, Zivio! Lasst die Gläser erklingen! (Mirko, Joschko, Franjo, Annita, Vasil, Bambora)
- Nr. 5 Ensemble: Zu Hilfe, Zu Hilfe! Ihr Leute herbei (Jelka, Petrija, Mischa, Staklo)
- Nr. 6 Ensemble: Was seh ich? (Jelka, Petrija, Mirko, Mischa, Joschko, Staklo)
- Nr. 7 Duett: Vergebens, dass ich spähe, verlassen liegt der Ort! (Jelka, Mirko)
- Nr. 8 Final I: Heraus da! Heraus! Näher Weib und Mann (Alla)
- -   Förspel (orkester)
- Nr. 9 Introduktion (till Akt II): Draußen gibt es weit und breit Jubel und Tanz (Sava, Mirko, kör)
- Nr. 10 Duett: Es war einmal, Es war einmal im Märchen nur (Annita, Vasil)
- Nr. 11 Kvintett: So bitte ich, nur herein (Joschka, Jelkam, Sava, Petrija, Mirko)
- Nr. 12 Couplet: Wie die Chroniken vermelden (Joschko, Annita, Mirko, Vasil, Bombora)
- Nr. 13 Final II: Näher, näher nur herbei! (Alla)
- Nr. 13½ Entr'acte (Orkestermellanspel till Akt III)
- Nr. 14 Ensemble och Lied: So frech uns zu stören unser Plaisir (Bambora, Mischa, kör)
- Nr. 15 Couplet: Mit den schlechten Zeiten ist es jetzt vorbei... Das Comitat geht in die Höh (Joschko)
- Nr. 16 Lied (Spott-Chor): Sag doch (Damkör, Jelka)
- Nr. 18 Kvartett: Sieh die Sonne verlüh'n in Pracht (Jelka, Mirko, Annita, Vasil)
- Nr. 19 Final III: Ob auch das Glück uns warten lässt (Alla)

Under många år hade familjen Strauss gjort reklam för olika kompositörers operor och operetter genom att sammanställa egna orkesterverk med teman från verken. I och med Indigo und die 40 Räuber påbörjade Johann Strauss ett liknande tillvägagångssätt men denna gång med sina egna operetter. Utifrån musiken till Jabuka sammanställde han sammanlagt sex separata orkesterverk:
- Ich bin dir gut!, Vals, Opus 455
- Živio!, Marsch, Opus 456
- Das Comitat geht in die Höh!, Schnellpolka, Opus 457
- Tanze mit dem Besenstiel, Polka-française, Opus 458
- Sonnenblume, Polkamazurka, Opus 459
- Jabuka-Quadrille, Kadrilj, Opus 460